# سباستین راینرت
سباستین راینرت (انگلیسی: Sebastian Reinert؛ زادهٔ ۲۰ آوریل ۱۹۸۷) بازیکن فوتبال اهل آلمان است.
از باشگاه‌هایی که در آن بازی کرده‌است می‌توان به باشگاه فوتبال وهن ویسبادن و باشگاه فوتبال کایزرسلاوترن اشاره کرد.
وی همچنین در تیم‌های ملی فوتبال جوانان آلمان و زیر ۲۱ سال آلمان بازی کرده‌است.